# LiLYPSE
LiLYPSE（リリップス）は、日本のバーチャルアーティスト、バーチャルシンガー、バーチャルYouTuber。ファンネームは「愚民」。
バーチャル・エイベックス株式会社のプロダクション「AVALON」所属。

## メンバーおよび関連人物

### LiLYPSE
双子の暁みかどと暁おぼろによって構成される。キャラクターデザインはイラストレーターの裕が担当。
- 暁みかど（あかつき みかど）

暁おぼろの姉。モチーフは太陽。髪色はピンク。
公式サイトによれば「高慢で直情的」。
- 暁おぼろ（あかつき おぼろ）

暁みかどの妹。モチーフは月。髪色は水色。
公式サイトによれば「冷静で毒舌」。

### 関連人物
- アイデス

正体不明の女性。LiLYPSEのメンバーではないが、動画やライブに度々登場し、LiLYPSEのストーリーにも関わりが深い。
紫色のウルフカットに黒色のメッシュが入った髪型。
丸眼鏡をかけ、白衣を着ている。
キャラクターデザインはLiLYPSEと同じく裕が担当。
2024年3月30日には、ソロライブ「逆様のユートピア」が開催された。

## 経歴

### 2020年
- 9月22日、「Life Like a Live!」にてシークレットゲストとして登場しデビュー。柊キライの楽曲「ボッカデラベリタ」（カバー）を披露[3]。

### 2021年
- 6月16日、YouTubeにてトレーラーを初投稿[4]。
- 6月21日、YouTubeにて初の歌ってみた動画を投稿。柊キライの楽曲「ボッカデラベリタ」をカバー[5]。

### 2022年
- 1月10日、YouTubeにて初のオリジナル曲 「反響∽波形Synchronicity」ミュージックビデオを投稿[6]。
- 5月29日、Z-aNにて初の単独オンラインライブ「-双星歌劇- 反実仮想ARCHETYPE」開催。

### 2023年
- 3月3日、初のリアルワンマンライブ開催決定に向けてクラウドファンディング”LiLYPSE 1st ONE-MAN LIVE 双星神楽「反天抗星PRAGMATISM」開催プロジェクト”を開始[7]。
  - 3月13日、目標金額の930万円を達成。
  - 4月25日、ストレッチゴールを設定。
  - 5月8日、クラウドファンディング終了。最終的に1,425万1,000円を達成。
  - 6月20日-23日・7月20日-23日、ストレッチゴール達成記念として、"LiLYPSE布教アドトラック"が渋谷、原宿、新宿、池袋、秋葉原を走行[8][9]。
- 7月9日から10週連続で、発表済みのオリジナル楽曲全11曲を配信シングルリリース&サブスク解禁[10]。
- 8月20日、神田スクエアホールにてリアルワンマンライブ「反天抗星PRAGMATISM」開催[11]。

### 2024年
- 1月28日、暁おぼろソロライブ「双思憎愛ECLIPSE -月のイドラ-」開催[12]。
- 2月25日、暁みかどソロライブ「双思憎愛ECLIPSE -太陽のイドラ-」開催[13]。
- 10月27日、活動拡大・コンテンツ拡充に向けてクラウドファンディング企画「LiLYPSE4周年記念 ～愚民と一緒に世界征服プロジェクト～」を開始[14]。
  - 最終的に1,725万3,669円を達成。
- 11月、1stアルバム「Origin」をリリース[15]。

### 2025年
- 7月13日、池袋アニメイトシアターにてリアルファンミーティング「第一回 愚民大集会」開催[16]。

## ディスコグラフィ

### シングル
|      | 配信日        | タイトル               | 規格     | 楽曲制作 | ジャケット制作                                            | テーマ |
| ---- | ------------- | ---------------------- | -------- | --- | --------------------------------------------------------- | ------ |
| 1st  | 2023年7月9日  | 反響∽波形Synchronicity | 音楽配信 | 歌唱：暁みかど、暁おぼろ 作詞：華憐（電気式華憐音楽集団） 作曲：Gaku（電気式華憐音楽集団） 編曲：Gaku・弍式（電気式華憐音楽集団） サウンドプロデュース：電気式華憐音楽集団 | イラスト：酉野蛙 デザイン：KAKKA                          | 反響   |
| 2nd  | 2023年7月9日  | Tea∞Party              | 音楽配信 | 歌唱：暁みかど、暁おぼろ 作詞：華憐（電気式華憐音楽集団） 作曲・編曲：バキ刃牙丸                                                                                           | イラスト：サラキ デザイン：KAKKA                          | 反転   |
| 3rd  | 2023年7月16日 | ロベリアに口吻を       | 音楽配信 | 歌唱：暁みかど、暁おぼろ 作詞・作曲・編曲：SLAVE.V-V-R | イラスト：羊歯 デザイン：ハイスピード藤森、KAKKA          | 反語   |
| 4th  | 2023年7月23日 | 金魚蒔絵の水飛沫       | 音楽配信 | 歌唱：暁みかど、暁おぼろ 作詞：華憐（電気式華憐音楽集団） 作曲・編曲：ryöga（妖精帝國） サウンドプロデュース：電気式華憐音楽集団                                           | イラスト：游 題字：蒼喬 デザイン：ハイスピード藤森、KAKKA | 反獄   |
| 5th  | 2023年7月30日 | Moonlight              | 音楽配信 | 歌唱：暁おぼろ 作詞・作曲・編曲：otoe | イラスト：游 デザイン：ハイスピード藤森、KAKKA            | 反比例 |
| 6th  | 2023年8月6日  | ラブ！エビバディ！     | 音楽配信 | 歌唱：暁みかど 作詞・作曲・編曲：SLAVE.V-V-R | イラスト：游 ロゴ：ミナトデザイン デザイン：KAKKA         | 反抗期 |
| 7th  | 2023年8月13日 | セレストラスト         | 音楽配信 | 歌唱：暁みかど、暁おぼろ 作詞・作曲・編曲：ユギカ | イラスト：くろうめ デザイン：KAKKA                        | 反正   |
| 8th  | 2023年8月20日 | ロベリアに吐瀉を       | 音楽配信 | 歌唱：暁みかど、暁おぼろ 作詞・作曲・編曲：SLAVE.V-V-R | イラスト：羊歯 ロゴ：ミナトデザイン デザイン：KAKKA       | 反語   |
| 9th  | 2023年8月27日 | ROLLiNG DOLL           | 音楽配信 | 歌唱：暁みかど、暁おぼろ 作詞：otoe 作曲・編曲：バキ刃牙丸 | イラスト：與田 ロゴ：ミナトデザイン デザイン：KAKKA       | 反魂   |
| 10th | 2023年9月3日  | annuLus                | 音楽配信 | 歌唱：暁みかど、暁おぼろ 作詞・作曲・編曲：さめのぽき | イラスト：orie ロゴ：ミナトデザイン デザイン：KAKKA       | 反芻   |
| 11th | 2023年9月10日 | Regimentation          | 音楽配信 | 歌唱：暁みかど、暁おぼろ 作詞・作曲・編曲：SLAVE.V-V-R | イラスト：目薬めだか ロゴ：ミナトデザイン デザイン：KAKKA | 反逆   |
| 12th | 2025年5月25日 | りりっぷすの歌         | 音楽配信 | 歌唱：暁みかど、暁おぼろ 作詞：LiLYPSE 作曲・編曲：バキ刃牙丸 | イラスト：しろうさぎ デザイン：KAKKA                      | -      |
| 13th | 2025年6月22日 | happy∞-less            | 音楽配信 | 歌唱：暁おぼろ 作詞：暁おぼろ 作曲・編曲：名前は未だ無いです。 | デザイン：ハイスピード藤森                                | 反立   |
| 14th | 2025年6月29日 | クオリア               | 音楽配信 | 歌唱：暁みかど 作詞：暁みかど 作曲・編曲：ねじ式 | デザイン：ハイスピード藤森                                | 反応   |
| 15th | 2025年7月6日  | Sparkle                | 音楽配信 | 歌唱：暁みかど、暁おぼろ 作詞：etsuco、UMAFF 作曲・編曲：バキ刃牙丸 | デザイン：ハイスピード藤森                                | 反想   |
| 16th | 2025年7月13日 | プラグマ               | 音楽配信 | 歌唱：暁みかど、暁おぼろ 作詞・作曲・編曲：hiroki. | デザイン：ハイスピード藤森                                | 反対   |

### アルバム
|     | タイトル | 発売日         | 規格品番   | 収録曲 |
| --- | -------- | -------------- | ---------- | --- |
| 1st | Origin   | 2024年11月22日 | AQC1-77680 | 全16曲 1. 反響∽波形Synchronicity 2. Tea∞Party 3. ロベリアに口吻を 4. 金魚蒔絵の水飛沫 5. Moonlight 6. ラブ！エビバディ！ 7. セレストラスト 8. ロベリアに吐瀉を 9. ROLLiNG DOLL 10. annuLus 11. Regimentation 12. happy∞-less 13. クオリア 14. Sparkle 15. プラグマ 16. りりっぷすの歌 |

### ミュージックビデオ
| 年     | 公開日   | タイトル               | YouTube | 映像制作                                                                                           |
| ------ | -------- | ---------------------- | ------- | -------------------------------------------------------------------------------------------------- |
| 2022年 | 1月10日  | 反響∽波形Synchronicity |         | 動画：ノノル                                                                                       |
| 2022年 | 7月18日  | Tea∞Party              |         | 動画：koshi-kun イラスト：サラキ                                                                   |
| 2022年 | 8月22日  | 金魚蒔絵の水飛沫       |         | 動画：yujureal works イラスト：游 題字：蒼喬                                                       |
| 2022年 | 9月26日  | セレストラスト         |         | 動画・イラスト：くろうめ                                                                           |
| 2022年 | 12月11日 | ロベリアに口吻を       |         | イラスト：羊歯                                                                                     |
| 2023年 | 7月30日  | Moonlight              |         | 動画：koshi-kun イラスト：游                                                                       |
| 2023年 | 8月6日   | ラブ！エビバディ！     |         | Video Director：みくに392 イラスト：游 イラスト（ミニキャラ）：しろうさぎ ロゴ：nanica Live2D：QTA |
| 2023年 | 8月14日  | りりっぷすの歌         |         | Video Director：みくに392 イラスト：しろうさぎ                                                     |
| 2023年 | 8月21日  | ロベリアに吐瀉を       |         | イラスト：羊歯                                                                                     |
| 2023年 | 8月28日  | ROLLiNG DOLL           |         | 動画：yujureal works イラスト：與田                                                                |
| 2023年 | 9月4日   | annuLus                |         | 動画：koshi-kun イラスト：orie                                                                     |
| 2023年 | 12月18日 | Regimentation          |         | 動画：Posh イラスト：目薬めだか                                                                    |

## その他メディア

### ボイスドラマ（双声喜劇）
- 1st「反帝結魂PARADOX」[17]

2023年6月8日発売。
- 2nd「双魂黙秘CHOCOLATE」[18]

2024年2月14日発売。

## 出演

### 単独イベント
| 日程                       | タイトル                                                    | 会場                   | 備考 |
| -------------------------- | ----------------------------------------------------------- | ---------------------- | --- |
| 2022年5月29日              | LiLYPSE 1st ONLINE LIVE 双星歌劇「反実仮想ARCHETYPE」       | Z-aN                   | キービジュアル：酉野蛙 |
| 2022年8月28日 2022年9月3日 | LiLYPSE 2nd ONLINE LIVE 双星歌劇「反彩星層EGOIDEAL」        | Z-aN                   | キービジュアル：3℃ ゲスト：NEFFY（VALIS）、RARA（VALIS）                                                                                    |
| 2022年11月27日             | LiLYPSE 3rd ONLINE LIVE 双星歌劇「反躬治星AUTONOMY」        | Z-aN                   | キービジュアル：羊歯 ゲスト：犬吠埼紫杏（電音部）、音葉なほ（まりなす）、姫熊りぼん（Re:AcT）（ビデオメッセージ出演）、夢瞳カナウ（AVALON） |
| 2023年2月26日              | LiLYPSE 4th ONLINE LIVE 双星歌劇「反射星雲REBELLION」       | Z-aN                   | キービジュアル：目薬めだか ゲスト：エルセ                                                                                                   |
| 2023年8月20日              | LiLYPSE 1st ONE-MAN LIVE 双星神楽「反天抗星PRAGMATISM」     | 神田スクエアホール     | キービジュアル：酉野蛙 |
| 2024年1月28日              | 暁おぼろ 1st ONLINE LIVE 「双思憎愛ECLIPSE -月のイドラ-」   | Z-aN                   | 暁おぼろのソロライブ |
| 2024年2月25日              | 暁みかど 1st ONLINE LIVE 「双思憎愛ECLIPSE -太陽のイドラ-」 | Z-aN                   | 暁みかどのソロライブ |
| 2024年12月1日              | LiLYPSE 4.5th ONLINE LIVE 双星歌劇「反実仮想Re:ARCHETYPE」  | YouTube                | キービジュアル：酉野蛙 |
| 2024年7月21日              | LiLYPSE＆アイデス1st TWO-MAN LIVE 「反神叛戯XENOGLOSSY」    | Z-aN                   | |
| 2025年3月30日              | LiLYPSE -1st ONLINE LIVE 反星歌劇「双還棺刑REPRESSION」     | Z-aN                   | |
| 2025年5月25日              | LiLYPSE 1st COVER LIVE 「蔽閉反凡」                         | Z-aN                   | クラウドファンディングのリターンとして開催                                                                                                  |
| 2025年7月13日              | LiLYPSE FAN MEETING 「第一回 愚民大集会」                   | 池袋アニメイトシアター | クラウドファンディングのリターンとして開催                                                                                                  |

### その他の出演

#### 2020年
- Life Like a Live!（9月22日）[40]
- TOKYO IDOL FESTIVAL オンライン 2020（バーチャルTIF×Life Like a Live! コラボステージ）（10月4日）[41]

#### 2021年
- Virtual Music Award 2021 SUMMER（7月3日）[42]
- Life Like a Live!2（9月18日 - 20日）[43][44]
- Virtual Music Award 2021（立川ステージガーデン、12月29日）[45]

#### 2022年
- JM梅田ミュージックフェス（β）Day1-第二公演（3月12日）[46]
- Life Like a Live!3 （3月25日-3月27日）[47][48]
- TIF ASIA TOUR 2022 in harevutai VTuberライブショーケース（池袋harevutai、6月12日）[49]
- Virtual Music Award 2022 SUMMER（7月16日、17日）[50]
- JM梅田ミュージックフェス2022 SUMMER Day2-第二公演（8月21日）[51]
- Life Like a Live!4（9月23日-9月25日）[52]
- Virtual Music Award 2022（12月10日）[53]
- まりなす4周年記念ムービーライブ「SIGNAL」（12月25日）[54]

#### 2023年
- Life Like a Live!5 （3月16日 - 19日）[55]
- ノンストップV！（日米同時開催、7月2日）[56]
- Virtual Music Award 2023 SUMMER DAY2（9月3日）[57][58]
- Life Like a Live!6 （11月10日 - 12日） [59]
- ODAIBA ART MUSEUM「VTUBER CHRISTMAS FESTIVAL」 （アクアシティお台場、12月23日） [60]

#### 2024年
- Virtual Music Award 2024 WINTER（1月20日）[61]
- Life Like a Live!7 （3月22日 - 24日）[62]
- Life Like a Live!8 （9月6日 - 8日）[63]

#### 2025年
- Virtual Music Award 2025（1月25日 - 26日）[64]
- Life Like a Live!9（3月14日 - 16日）[65]
- Virtual Music Award 2025 SUMMER（7月26日 - 27日）[66]

## コラボレーション・タイアップ
2023年
- V-MODA（8月18日）ヘッドフォン「S-80」のコラボレーションモデルが発売された[67]。